# Великий Двір (селище)
Великий Двір (рос. Великий Двор) — селище Бокситогорського району Ленінградської області Росії. Входить до складу Забор'євського сільського поселення.
Населення — 2 особи (2012 рік).